# سیارک ۱۸۱۵۷
سیارک ۱۸۱۵۷ (به انگلیسی: 18157 Craigwright، نامگذاری:2000PH10) هجده هزار و صد و پنجاه و هفتمین سیارک کشف شده‌است که در ۱ اوت ۲۰۰۰ کشف شد.
قدر مطلق سیارک برابر ۱۴.۱ است.